# Центр исследования геноцида и сопротивления Литвы

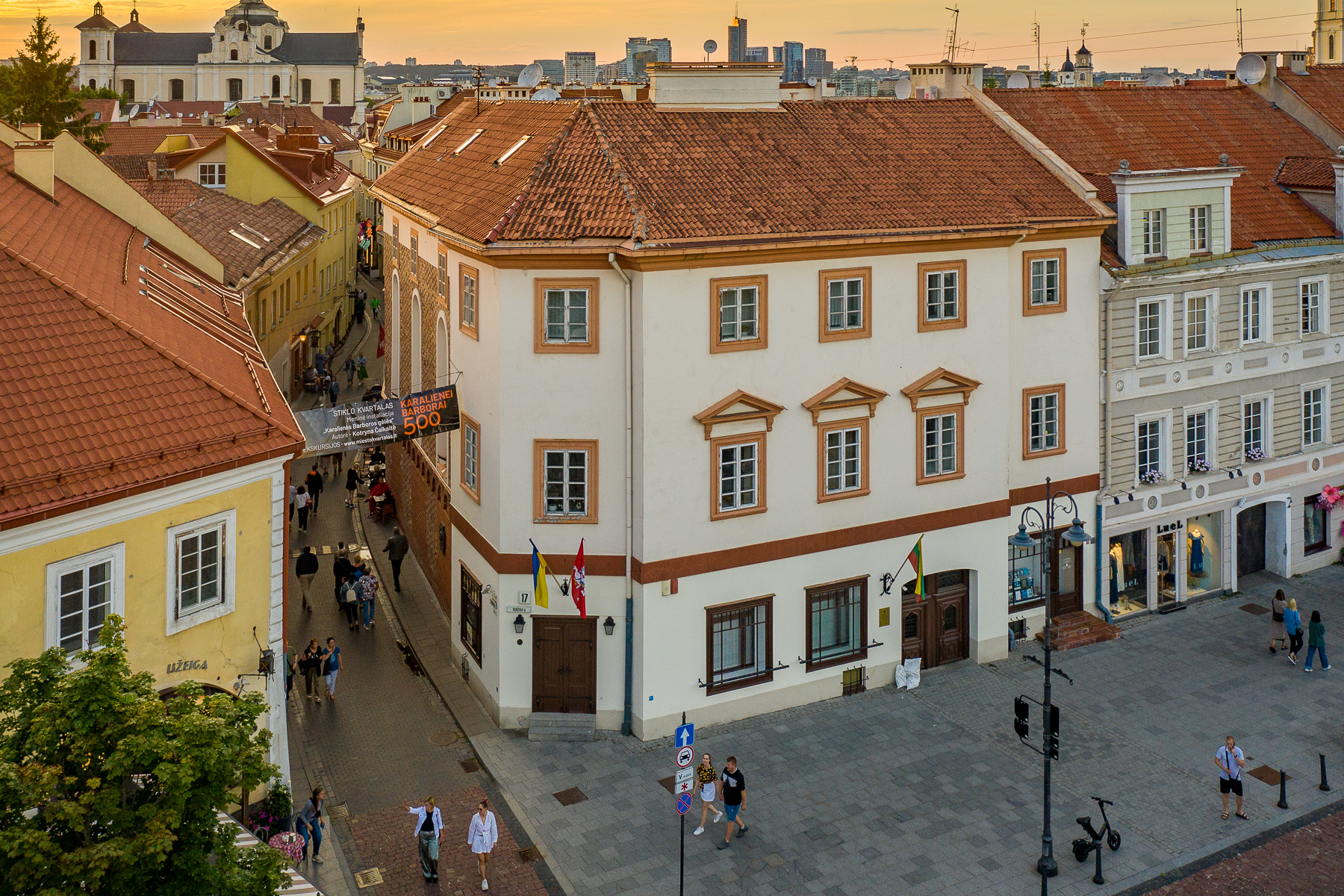

Центр исследования геноцида и сопротивления жителей Литвы (лит. Lietuvos gyventojų genocido ir rezistencijos tyrimo centras или LGGRTC) — государственное учреждение в Вильнюсе, занимающееся исследованием проявлений геноцида, преступлений против человечества и военных преступлений в Литве, преследований жителей Литвы в период оккупации, процессов вооруженного и невооруженного сопротивления оккупационному режиму, инициирующее юридическую оценку действий организаторов и исполнителей геноцида, увековечивающее память борцов за свободу и жертв геноцида.

## История

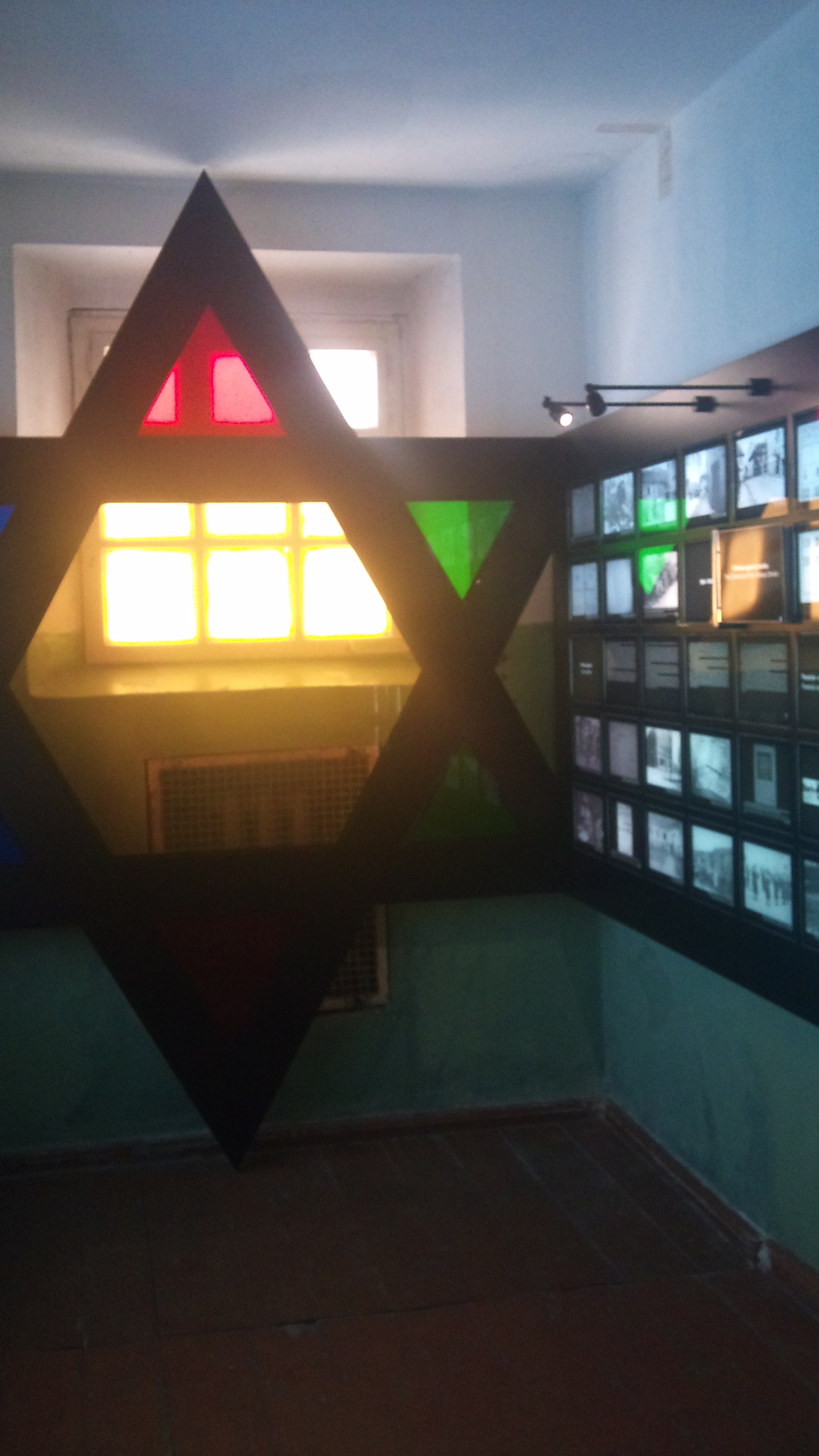
Экспозиция музея, посвященная Холокосту

После восстановления независимости Литвы и прекращения деятельности литовского подразделения КГБ в 1991 году, с целью сохранения архивов всех спецслужб, репрессивных структур и Коммунистической партии Литвы, постановлением литовского парламента от 29 октября 1992 года был учрежден Государственный центр исследования геноцида жителей Литвы (ГЦИГЖЛ), который хранил, обрабатывал и изучал  вышеупомянутые архивы особой важности. 26 ноября 1992 года литовское правительство утвердило временный устав центра и назначило временным руководителем центра бывшего участника антисоветского сопротивления, историка Юозаса Арвидаса Старкаускаса.
1 июня 1993 года литовский парламент принял решение передать архивы особого значения Генеральному директорату архивов Литвы. 16 июля 1993 года  ГЦИГЖЛ был преобразован в Центр исследования геноцида и резистенции жителей Литвы (ЦИГРЖЛ), в состав которого вошли два института – Институт исследования геноцида и резистенции жителей Литвы и Институт памяти жителей Литвы, ставших жертвами геноцида. Генеральным директором центра стал активный участник антисоветского сопротивления, издатель подпольной прессы Витаутас Скуодис. 
17 ноября 1994 года в состав ЦИГРЖЛ вошла Комиссия по правам участников движения сопротивления и центр стал выдавать удостоверения участника движения сопротивления.
Чтобы обеспечить в стране единственное учреждение, формирующее политику проведения исследований и координирующего все исследования в данной области, а также обеспечения более эффективного использования средств из государственного бюджета, 13 февраля 1997 года ЦИГРЖЛ был снова преобразован и в его состав были также включены Центр исследования репрессий в Литве и Музей оккупаций и борьбы за свободу. 
В 1998 году при ЦИГРЖЛ был учрежден Фонд исследования геноцида и резистенции жителей Литвы, поддержки и увековечивания памяти жертв, оказывающий материальную помощь жертвам репрессий и участникам движения сопротивления и финансирующий ключевые программы по увековечиванию их памяти.
С 22 апреля 2021 года Центр возглавил историк Арунас Бубнис.